# Jim Dahl
James Russell 'Jim' Dahl (2 mei 1930) is een Amerikaanse jazztrombonist.

## Biografie
Dahl, uit Minnesota, komt uit een muzikaal gezin: zijn vader was contrabassist, zijn moeder speelde orgel, zijn broer trompet en zijn zuster piano. Het gezin vormde dan ook een groep. Dahl speelde aanvankelijk tuba, dat later zijn tweede instrument werd. Na zijn dienstplicht werd hij professioneel muzikant. Hij speelde bij Clyde McCoy. Zijn eerste opnamen maakte hij in 1956, hij speelde toen mee op een bigband-plaat van Erroll Garner. In de jaren erna werkte hij overwegend als freelancer in de bigbandwereld, hij speelde met o.a. Larry Sonn, Specs Powell, Sam Most, Gerry Mulligan Concert Jazz Band, Johnny Richards, Boyd Raeburn, Claude Thornhill, Nat Pierce, Ernie Wilkins, Manny Albam, Gene Krupa, Woody Herman, Elliot Lawrence, Gene Quill, Jackie Gleason, Chubby Jackson, Tony Pastor, George Dale Williams en Tito Puente. In de popmuziek werkte hij mee aan opnamen van Johnny Ray en Neil Sedaka. In de jazz speelde hij tussen 1956 en 1969 mee bij 100 opnamesessies, o.a. van Marlene VerPlancks (This Happy Feeling).